# Referendum o pristupanju Malte Europskoj uniji
Referendum o pristupanju Malte Europskoj uniji održan je 8. ožujka 2003. godine. 
Po malteškom zakonu, rezultat referenduma nije bio obvezujući za vlast u zemlji, ali i dalje je imao veliki politički značaj. Da bi se olakšala organizacija izbora, referendum je održan istodobno s lokalnim izborima.
Od svih pretpristupnih referenduma za proširenje EU-a u 2004. godini, glasovanje na Malti je obilježen najvećim odazivom, ali i najmanjim postotkom glasova u korist ulaska u EU.

## Glasovanje
U glasovanju je sudjelovalo 270 633 glasača od 297 881 osoba s pravom glasa. Odaziv na referendum bio je 90,9%. Rezultati glasovanja su sljedeći:
| Opcija           | Broj glasova | %     |
| ---------------- | ------------ | ----- |
| ZA               | 143 094      | 53,6% |
| PROTIV           | 123 628      | 46,4% |
| nevažeći glasovi | 3 911        | -     |